# Slaget vid Kaipiais
Slaget vid Kaipas var ett fältslag under Gustav III:s ryska krig. Slaget stod den 15 juli 1789 mellan 2 000 svenska soldater under Lars Fredrik von Kaulbars befäl och en dubbelt så stark rysk armé under Fjodor Denisov och slutade med att de underlägsna svenska trupperna besegrades. 

## Bakgrund
I början av juli 1789 fick Lars Fredrik von Kaulbars order av Gustav III att från Heinoja, då ingen fiende visade sig vid denna sida, avtåga till byn Mäkikouvola för att förena sig med Odert Reinhold von Essens styrka. Kaulbars gick därför den 8 juli med omkring 1 500 man till Mäkikouvola, dit han framkom den 13 juli och där han fick en ny order från kungen att driva fienden från Kaipiais. Överstelöjtnant Gustaf Didrik von Friesendorff skulle med 1 500 man marschera från Liikala för att samverka med honom. Den 14 juli avtågade Kaulbars med drygt 2 000 man från Mäkikouvola och likaledes Friesendorff från Liikala. 

## Slaget
Den 15 juli på morgonen fortsatte Kaulbars, sedan han erhållit 2 kanoner och 2 haubitser i förstärkning, marschen till Kaipiais. Vägen gick här över samma breda ås som vid Uttismalm, och vilken på ömse sidor var omgiven av ogångbara träsk. Ryssarnas ställning vid Kaipiais var därför så till vida bättre, än den vid Uttismalm, att skogen framför densamma blivit uthuggen, varjämte de hade haft tid att upprätta förskansningar. I förhoppning att Friesendorff snart skulle komma fram, beslöt Kaulbars att, trots fiendens starka ställning, börja anfallet. Artilleriet for upp vid vägen. Till vänster avdelades Hälsinge regemente för att kringgå fiendens högra flank. Till höger uppmarscherade Älvsborgs och Östgöta bataljoner. Fiendens starka eld, till en del från tolvpundskanoner, förorsakade dock, att Kaulbars, långt ifrån att kunna framföra sina trupper, snarare själv måste möta flera anfall av ryssarna. Emellertid kvarstod han hela dagen i denna dåliga belägenhet, under fortfarande skottväxling och under ständig väntan på Friesendorff. Men då denne inte hördes av, avbröt han striden kl. 9 på kvällen samt anträdde återtåget, som livligt oroades av fienden, och varvid Hälsinge och Älvsborgs regementen omväxlande utgjorde eftertruppen. Efter två timmars rast vid Uttismalm fortsattes återtåget under natten till Mäkikouvola, dit man kom fram klockan 6 på morgonen den 16 juli. Vad Friesendorf beträffar, hade han blivit uppehållen i följd av vägens oländighet, men dock redan upphunnit Enäjärvi (ej långt från Kaipiais), då han fick order att vända om, vilken befallning han även genast åtlydde. Den 17 fick Kaulbars underrättelse, att Michelson återkommit från Savolax och nalkades honom med stor övermakt, varför han den 18 gick över Kymmene älv till Värälä och uppbröt den där slagna bron bakom sig, då fienden besatte den motsatta stranden.

## Följder
Den 17 juli hade kungen avrest till Kymmenegård för att bevittna Johan August Meijerfeldts då beslutade anfall mot Högfors. Befälet vid Liikala hade blivit överlämnat åt generallöjtnanten Gustaf Adolf von Siegroth, vilken, då han samma dag fick underrättelse om Kaulbars reträtt från Kaipiais, genast sände generallöjtnanten Platen till Wiala för att understödja honom; men då Platen den 18 i Wiala fick kännedom om Kaulbars övergång av älven, återvände han till Liikala. Trots att Siegroth väl kände Kaulbars svåra belägenhet, bortkallade han dock från honom den 19 till Anjala 1 500 man, så att Kaulbars endast hade 650 man kvar. Den 20 fick han visserligen en förstärkning av 200 man, men då fienden med stor övermakt beredde sig att övergå älven, gick Kaulbars den 21 tillbaka till Ummeljoki på vägen till Anjala, där en förstärkning av 1,000 man från Liikala kom honom till mötes. Under tiden hade kungen och Meijerfelt den 18 juli anfallit fiendens ställning vid Högfors och efter en häftig strid därifrån fördrivit honom. Till belöning för att han i denna strid utmärkt sig blev Meijerfelt från generallöjtnant befordrad till general. Den 19 framträngde konungen och Meijerfelt till Sakala, en mil från Fredrikshamn, men återvände den 20 till Wiikala, där han fick veta Kaulbars återtåg och Michelsons ankomst med 4 000 man. Han ansåg sig då ej längre kunna kvarstanna på östra älvstranden, utan avmarscherade den 21 till Anjala och den 22 till Värälä, där ryssarna samma dag drevs tillbaka över älven. Genom Kaulbars reträtt hade kungen med huvudstyrkan råkat i icke liten fara, varav det hastiga återtåget till Anjala och Värälä föranleddes; men nu blev Kaulbars, trots det hela oskyldig till vad som hänt, emedan han varit allt för illa understödd, ställd för krigsrätt och, för det han emot order vikit undan utan att göra fienden tillbörligt motstånd, den 17 september dömd att arkebuseras, vilken dom dock av kungen mildrades till förlust av tjänsten, med bibehållande av lönen. 

## Deltagande svenska regementen
- Hälsinge regemente (2 bataljoner)
- Älvsborgs regemente (1 bataljon)
- Östgöta regemente (1 bataljon)
- Von Kraemers jägare (1 bataljon)
- Livdragonregementet (1 skvadron)